# Luftdruck
Der Luftdruck an einem beliebigen Ort der Erdatmosphäre ist der hydrostatische Druck der Luft, der an diesem Ort herrscht. Dieser Druck entsteht (veranschaulicht) durch die Gewichtskraft der Luftsäule, die auf der Erdoberfläche oder einem Körper steht. Der mittlere Luftdruck der Atmosphäre (der „atmosphärische Druck“) auf Meereshöhe beträgt standardmäßig 101.325 Pa = 101,325 kPa = 1013,25 hPa = 1 atm (etwa 1 bar).

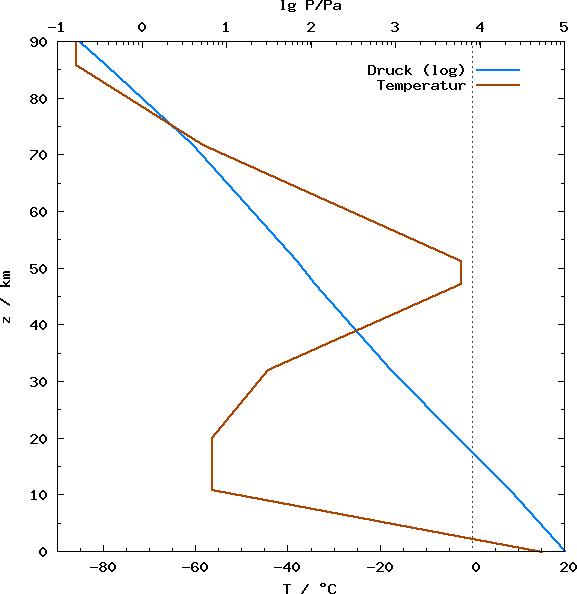
Standardatmosphäre von 1976 bis in 90 km Höhe

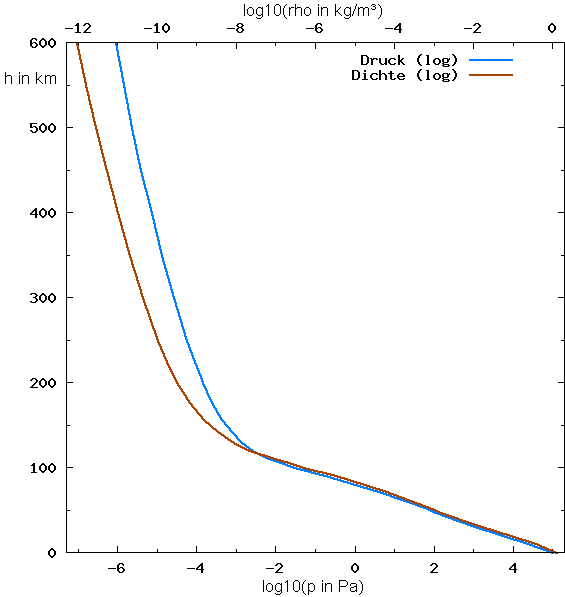
Druck und Dichte nach Barometrischer Höhenformel

## Überblick
Die Erdatmosphäre hat eine Masse von rund 5,13 · 1018 kg, über jedem Quadratmeter der etwa  5,1 · 108 km2 großen Erdoberfläche befinden sich also etwas mehr als 10000 kg Luft. Der Druck („Kraft pro Fläche“) beträgt auf Meereshöhe um die 105 N/m2 oder 1 bar. Beim Aufstieg in höhere Lagen lässt man einen Teil der Luftsäule unter sich – noch dazu den mit der größeren Luftdichte, denn auch die Dichte der Luft nimmt in demselben Verhältnis wie der Luftdruck mit zunehmender Höhe ab. Wie der Luftdruck abnimmt, beschreibt die barometrische Höhenformel.
Der Druck der Luftsäule (bei mittlerem Luftdruck) entspricht recht genau demjenigen einer 10 m hohen Wassersäule. Wer also auf Meereshöhe 10 m tief in Süßwasser taucht, erhöht dadurch in seiner Lunge den Luftdruck um etwa ein weiteres Bar auf den doppelten Wert von 2 Bar. Die Druckzunahme verläuft im Wasser linear mit der Tiefe, das heißt in doppelter Tiefe (20 m) kommt der doppelte Wasserdruck zum Luftdruck dazu (zusammen 3 bar), da Wasser im Gegensatz zur Luft annähernd inkompressibel ist.
Der Mensch hat kein Sinnesorgan zur Wahrnehmung von Luftdruck. Lediglich schnelle und ausreichend starke Luftdruckschwankungen (Aufzug, Seilbahn, Tunneldurchfahrt, Flugzeugstart/-landung) können als Druckgefühl im Ohr wahrgenommen werden, wenn der Belüftungskanal des Mittelohres, die Eustachi-Röhre, während der Druckänderung geschlossen bleibt. Besteht eine Druckdifferenz zwischen Mittelohr und Umgebung, dann wird diese ausgeglichen, sobald sich die Eustachi-Röhre öffnet (was z. B. durch Kauen und Schlucken ausgelöst werden kann).
Das Gewicht der Luft, die ein Körper verdrängt, bewirkt den statischen Auftrieb, daher weicht der Wägewert von der tatsächlichen Masse ab. Bei der präzisen Bestimmung einer Masse mit Hilfe einer Waage muss das berücksichtigt werden. Das Gewicht der verdrängten Luft und damit auch der Auftrieb hängen vom Luftdruck ab.

## Einheiten
Die international verwendete Einheit (SI-Einheit) des Luftdrucks ist das Pascal (Einheitenzeichen Pa) oder die in Deutschland und Österreich gesetzlich ebenfalls zulässige Einheit Bar (Einheitenzeichen bar, 1 bar = 105 Pa). Das exakt ganzzahlige dekadische Werteverhältnis der SI-Einheit Pascal und der Nicht-SI-Einheit bar ergibt sich dadurch, dass beide über SI-Einheiten definiert sind.
Statt in der unpassend kleinen Einheit Pascal wird der Luftdruck meistens mit dem SI-Präfix Hekto in Hektopascal (hPa) angegeben, auf Meereshöhe rund 1000 hPa, oder mit gleichem Zahlenwert in Millibar (mbar).
Die zur Messung des Luftdrucks verwendeten Barometer zeigen oft noch veraltete Einheiten. Insbesondere bei Quecksilberbarometern ist lediglich eine Millimeterskala angebracht, um den Luftdruck in Torr zu ermitteln (1 Torr entspricht 1 mm Quecksilbersäule). Der Normdruck von 1013,25 hPa ist gleich 760 Torr.
Eine andere Einheit im Kontext des Luftdrucks ist die Atmosphäre, wobei diese alten Einheiten wie Physikalische Atmosphäre, Technische Atmosphäre (Atmosphäre Absolutdruck, Atmosphäre Überdruck oder Atmosphäre Unterdruck) nach dem Einheitenrecht nicht mehr zulässig sind.

## Variabilität und Extremwerte
Der mittlere Luftdruck der Erdatmosphäre beträgt auf Meereshöhe 1013,25 hPa und ist damit Teil der Normalbedingungen sowie vieler Standardbedingungen.

### Abnahme mit der Höhe

Abnahme des Luftdrucks mit der Höhe

Der Luftdruck nimmt mit der Höhe ab – in Meereshöhe um etwa 1 hPa/8 m. Eine exakte mathematische Beschreibung des Druckverlaufs ist wegen der Wetterdynamik und anderen Einflussfaktoren nicht möglich. Bei einer Standardatmosphäre (15 °C auf Meereshöhe mit p0 = 1013,25 hPa) kann der Luftdruck p für die Höhe über dem Meer H und mit H0 = 8435 m über die barometrische Höhenformel angenähert werden. Für eine Dichte der Luft bei 0 °C (ebenfalls auf Meereshöhe) ergibt sich H0 = 7990 m ≈ 8 km. Die Exponentialfunktion
{\displaystyle p(H)\approx p_{0}\cdot \exp \left({\frac {-H}{H_{0}}}\,\right)}
ergibt deshalb nur eine Annäherung an die wirklichen Luftdruckverhältnisse. Sie geht von der (falschen) Voraussetzung aus, dass die Temperatur bei Änderung der Höhe konstant bleibt, berücksichtigt nicht die Abnahme der Schwerebeschleunigung mit der Höhe und unterstellt eine konstante Zusammensetzung der Luft. Trotzdem erlauben barometrische Höhenmesser, die diese Formel benutzen, bei stabiler Wetterlage innerhalb einiger Stunden und über einige hundert Höhenmeter eine Höhenangabe mit einer Genauigkeit von ±10 m. Aus dieser vereinfachten Formel ergibt sich die Faustregel „Abnahme um 1 % alle 80 m bzw. um 10 % alle 840 m“ und der folgende Luftdruck:
| Höhe              | Luftdruck (Vergleich zu 0 m Höhe) | Luftdruck   |
| ----------------- | --------------------------------- | ----------- |
| −425 m Totes Meer | 105,6 %                           | 1070 hPa    |
| −300 m            | 103,9 %                           | 1053 hPa    |
| −200 m            | 102,6 %                           | 1040 hPa    |
| −100 m            | 101,3 %                           | 1026 hPa    |
| 0 m               | 100 %                             | 1013,25 hPa |
| 100 m             | 98,7 %                            | 1000 hPa    |
| 200 m             | 97,5 %                            | 988 hPa     |
| 300 m             | 96,2 %                            | 975 hPa     |
| 400 m             | 95,0 %                            | 962 hPa     |
| 500 m             | 93,8 %                            | 950 hPa     |
| 600 m             | 92,6 %                            | 938 hPa     |
| 700 m             | 91,4 %                            | 926 hPa     |
| 800 m             | 90,2 %                            | 914 hPa     |
| 900 m             | 89,1 %                            | 903 hPa     |
| 1000 m            | 88,0 %                            | 891 hPa     |
| 1500 m            | 82,5 %                            | 836 hPa     |
| 2000 m            | 77,4 %                            | 784 hPa     |
| 2241 m            | 75 %                              | 759,9… hPa  |
| 2500 m            | 72,5 %                            | 735 hPa     |
| 2962 m Zugspitze  | 68,4 %                            | 693 hPa     |
| 3000 m            | 68,0 %                            | 689 hPa     |

| Höhe                       | Luftdruck (Vergleich zu 0 m Höhe) | Luftdruck  |
| -------------------------- | --------------------------------- | ---------- |
| 3500 m                     | 63,8 %                            | 646 hPa    |
| 3798 m Großglockner        | 61,4 %                            | 623 hPa    |
| 4000 m                     | 59,8 %                            | 606 hPa    |
| 4810 m Mont Blanc          | 53,9 %                            | 547 hPa    |
| 5000 m                     | 52,6 %                            | 533 hPa    |
| 5400 m                     | 50 %                              | 506,6… hPa |
| 6000 m                     | 46,3 %                            | 469 hPa    |
| 7000 m                     | 40,7 %                            | 412 hPa    |
| 8000 m                     | 35,8 %                            | 363 hPa    |
| 8848 m Mount Everest       | 32,1 %                            | 325 hPa    |
| 10 km                      | 27,7 %                            | 281 hPa    |
| 13 km Reiseflughöhe        | 18,9 %                            | 191 hPa    |
| 17,9 km                    | 10 %                              | 101,3… hPa |
| 20 km                      | 7,7 %                             | 78 hPa     |
| 35,9 km Radiosonden        | 1 %                               | 10,1… hPa  |
| 50 km                      | 0,16 %                            | 165 Pa     |
| 100 km Grenze zum Weltraum | 0,0003 %                          | 0,3 Pa     |

### Tagesgang

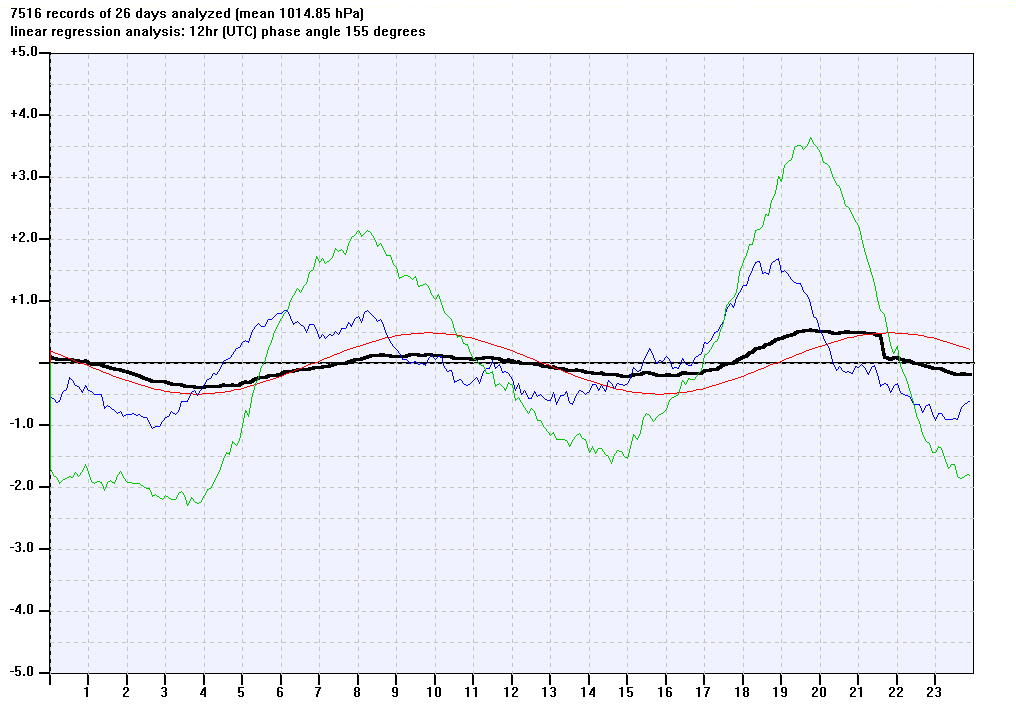
Beispiel: Tagesgang in Nordfriesland: Schwarz zeigt den Luftdruckverlauf. Blau zeigt die 1 h-Tendenz, grün die 3 h-Tendenz. Rot zeigt die bestangepasste Sinuskurve.

Der Luftdruck ist einer täglich wiederkehrenden Periodik unterworfen, die zwei Maximal- und zwei Minimalwerte pro Tag aufweist. Er wird durch die täglichen Schwankungen der Lufttemperatur angeregt, wodurch sich ein stärkerer 12-Stunden-Rhythmus (als semicircadian bezeichnet) und ein schwächerer 24-Stunden-Rhythmus (circadian) zeigen. Die Maxima finden sich gegen 10 und 22 Uhr, die Minima gegen 4 und 16 Uhr (Ortszeit). Die Amplituden sind breitengradabhängig. In Äquatornähe liegen die Schwankungen bei Werten bis zu 5 hPa. In den mittleren Breiten liegen die Schwankungen, aufgrund der größeren Corioliskraft (als Rückstellkraft der Schwingung), bei etwa 0,5 bis 1 hPa. Die Kenntnis des örtlichen Tagesganges des Luftdrucks erhöht die Aussagekraft eines Barogramms zur Einschätzung des Wettergeschehens, insbesondere in tropischen Gebieten. Direkt zu beobachten ist der Tagesgang in der Regel jedoch nicht, da er von dynamischen Luftdruckschwankungen überlagert wird. Nur bei hinreichend genauer Messapparatur und stabilen Hochdruckwetterlagen ist es möglich, diese Schwankungen ungestört zu beobachten.

### Jahresgang
Der langjährig gemittelte Jahresgang des Luftdrucks zeigt eine geringe, aber auch vergleichsweise komplexe Schwankung zwischen den einzelnen Monaten. In Mitteleuropa zeigen sich ein Minimum im April, verantwortlich für den Begriff des Aprilwetters, und vergleichsweise hohe Werte für Mai und September (Altweibersommer).

## Hintergrundrauschen
Im Hintergrundrauschen finden sich schwache Überlagerungen des Luftdrucks, mit typisch sehr niedriger Frequenz um 0,2 Hz und Amplituden kleiner als 1 Pascal. Solche Mikrobarome sind Folge von Wettererscheinungen oder stürmischer See. Auch das Bersten eines Meteors, der Knall eines Überschallflugs oder eine (Atom-)Bombenexplosion verursachen Druckwellen, die sehr weit entfernt noch detektiert werden können.

## Luftdruck-Rekorde
Der historische globale Tiefstwert des Luftdrucks auf Meereshöhe beträgt 870 hPa (geschätzt, am 12. Oktober 1979 im Taifun Tip in der Nähe von Guam auf dem Nordwestpazifik). Eine andere Quelle spricht sogar von 856 hPa im September 1958 während eines Taifuns bei Okinawa, doch im „Digitalen Taifunarchiv“ ist weder für den genannten Monat noch für das ganze Jahr 1958 ein Luftdruck verzeichnet, der annähernd an jenen Wert herankommt.
Der stärkste bis heute gemessene Luftdruckabfall innerhalb von 24 Stunden auf dem Atlantik wurde im Oktober 2005 im Hurrikan Wilma mit 98 hPa gemessen. Der Kerndruck fiel bis auf 882 hPa. Bei Taifun Forrest wurde im September 1983 im nordwestlichen Pazifik ein Druckabfall von 100 hPa innerhalb von gut 23 Stunden gemessen.
Der weltweit höchste bisher gemessene Luftdruck (auf Meereshöhe reduziert) wurde mit 1084,8 hPa in Tosontsengel (Mongolei, 1723 m) am 19. Dezember 2001 erfasst (Kategorie Stationen über 750 m).
In der Kategorie Stationen unter 750 m ist der derzeitige Maximalwert 1083,8 hPa am Agata-See (Sibirien, 66,88° N / 93,47° E, 262 m), gemessen am 31. Dezember 1968.
Der höchste Luftdruck in Deutschland wurde mit 1060,8 hPa am 23. Januar 1907 in Greifswald gemessen, der niedrigste auf Meeresniveau umgerechnete Luftdruck mit 954,4 hPa am 27. November 1983 in Emden.
Der genannte Tief-Rekordwert von 870 hPa weicht um −14,1 % vom Normdruck 1013,25 hPa ab, das Maximum von 1084,8 hPa um +7,1 % nur halb so weit.
Bei den Temperaturanomalien im April 2024 verzeichneten über 40 Messstandorte mit längeren Messreihen in der Schweiz den höchsten Luftdruck für den Monat April seit Messbeginn.

## Experimente und Messung
Blaise Pascal entschied die Frage, ob Luft ein Gewicht besitzt, 1647 mit seinem berühmten Experiment vide dans le vide. Er wies experimentell nach, dass die Höhe der Quecksilbersäule mit zunehmender Seehöhe tatsächlich abnimmt, und zwar um 1 mm je 10,5 m.
Otto von Guericke konnte 1663 den Luftdruck mit den Magdeburger Halbkugeln nachweisen. Dabei handelte es sich um zwei dicht aneinander liegende halbe Hohlkugeln. Sobald die Luft zwischen den Hohlkugeln evakuiert worden war, konnten auch zwei entgegengesetzt ziehende Pferdegespanne diese nicht mehr voneinander trennen.
Ein anderes Experiment, das auch zur genauen Messung verwendet werden kann, ist ein einseitig verschlossenes und mehr als zehn Meter langes Glasrohr. Es wird zuerst horizontal in ein Wassergefäß gelegt, so dass die Luft entweicht. Richtet man es mit der Öffnung unter Wasser und der verschlossenen Seite nach oben auf, so stellt sich eine maximale Höhe ein, bis zu der sich der Wasserspiegel, durch den auf der umliegenden Wasseroberfläche lastenden Luftdruck, empor drücken lässt. Dieses sind etwa zehn Meter, bei hohem Luftdruck mehr, bei niedrigem Luftdruck weniger. Im Hohlraum befindet sich dann nur Wasserdampf mit dem Dampfdruck des Wassers, bei 20 °C etwa 23 hPa. Man bezeichnet dieses als ein Flüssigbarometer. Evangelista Torricelli nutzte statt Wasser Quecksilber, welches bereits bei einer Höhe von 760 mm abreißt und zudem kaum verdampft. Ein anderes Instrument zur Luftdruckmessung nach diesem Prinzip ist das Goethe-Barometer.
In Haushalten befinden sich häufig Dosen-Barometer, die eine sogenannte Vidie-Dose oder einen Stapel derartiger Dosen enthalten. Dabei handelt es sich um einen dosenartigen Hohlkörper aus dünnem Blech, der mit einem Zeiger verbunden ist. Steigt der Luftdruck, so wird die Dose zusammengedrückt, der Zeiger bewegt sich. Damit die Messung unabhängig von der Temperatur ist, befindet sich in der Dose ein Vakuum, da sich darin befindliche Luft bei Erwärmung ausdehnen würde. Trotzdem gibt es temperaturabhängige Messfehler. Um diese klein zu halten, werden Legierungen mit einem geringen Wärmeausdehnungskoeffizienten verwendet.
Mit dem Aufkommen von Smartphones haben sich elektronische Barometer auf der Basis von Mikrosystemen (MEMS) verbreitet. Diese in hohen Stückzahlen produzierten Luftdrucksensoren haben inklusive Gehäuse eine Größe von wenigen mm³ und eine absolute Grenzabweichung im Bereich von ±0,06 hPa, was einem Höhenunterschied von ±50 cm entspricht. Neben der Anwendung in Smartphones werden sie auch zur Höhenstabilisierung von Drohnen und Navigation verwendet.
Um von einem Flugzeug den möglichst unbeeinflussten (statischen) Umgebungsdruck zu messen, können eine Pitot-Sonde (Prandtlsonde) oder – besonders für Eichzwecke – ein von der Spitze des Leitwerks nachgezogener Schleppkegel oder eine nach unten abgesenkte Schleppbombe dienen.

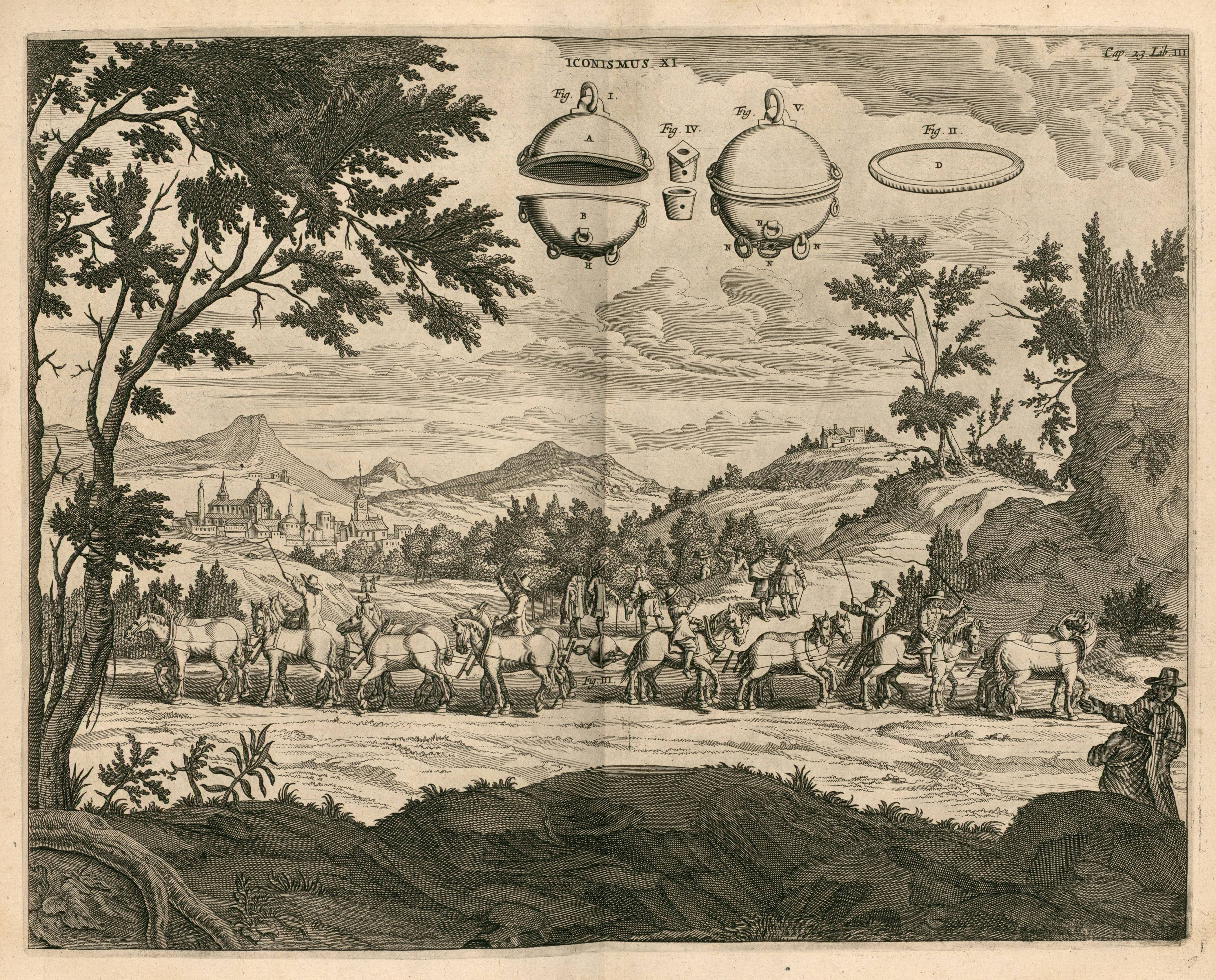
Stich Caspar Schotts zu von Guerickes Halbkugel-Experiment
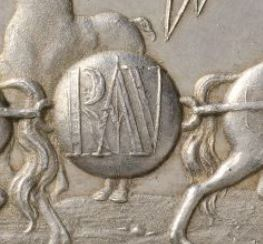
Detail des Luftpumpentalers, des ersten Gepräges mit der Darstellung des Trennungsversuchs
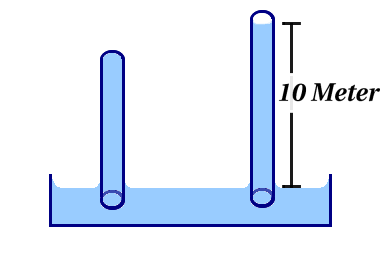
Wassersäule: höchstens 10 m hoch
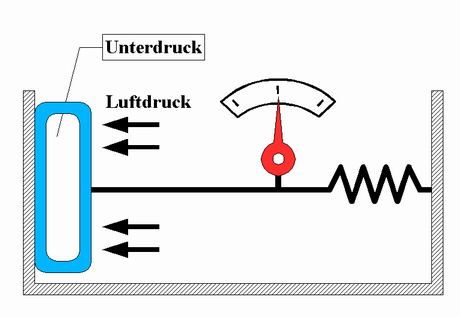
Prinzip des Dosenbarometers

## Bedeutung
| Symbol | Beschreibung                              |
| ------ | ----------------------------------------- |
|        | Steigend                                  |
|        | Steigend, dann leicht fallend             |
|        | Steigend, dann stabil                     |
|        | Leicht steigend, dann fallend             |
|        | Stabil                                    |
|        | Fallend                                   |
|        | Fallend, dann leicht steigend             |
|        | Fallend, dann stabil                      |
|        | Leicht fallend oder stabil, dann steigend |

### Meteorologie
Regionale Schwankungen des Luftdruckes sind maßgeblich an der Entstehung des Wetters beteiligt, weshalb der Luftdruck in Form von Isobaren auch das wichtigste Element in Wetterkarten darstellt. Für die Wettervorhersage von Bedeutung ist der Luftdruck auf einer fest definierten Höhe in der Erdatmosphäre, die so gewählt ist, dass keine Störungen des Drucks durch Gebäude oder kleinräumige Geländeformen zu erwarten sind, also ohne eine Beeinträchtigung durch Reibung des Luftstromes am Boden in der sogenannten freien Atmosphäre. Eine Messung, die sich auf die Höhe der Erdoberfläche über Meereshöhe bezieht (sogenannter absoluter Luftdruck), würde in die Fläche übertragen eher die Topografie des Geländes als die tatsächlichen Schwankungen des Luftdrucks wiedergeben. Um dieses auszugleichen und die Werte damit vergleichbar zu machen, bedient man sich einer Reduktion auf Meereshöhe (sogenannter relativer Luftdruck).
Für das Wettergeschehen in Bodennähe sind vor allem die dortigen Unterschiede des Luftdrucks von Interesse. Sie führen zur Entstehung von Hoch- und Tiefdruckgebieten. Zwischen ihnen setzt aufgrund des Luftdruckgradienten der Wind als Ausgleichsströmung ein.

### Luftfahrt
Der Luftdruck spielt in der Luftfahrt eine große Rolle, da die üblichen Höhenmesser im Prinzip Barometer sind. Die Flughöhe des Luftfahrzeugs wird also über den dort herrschenden statischen Luftdruck nach der barometrischen Höhenformel bestimmt (siehe Luftdruckmessung in der Luftfahrt). Ein unerwartet niedriger örtlicher Luftdruck kann dem Piloten eine zu große Höhe vortäuschen und damit zu gefährlichem Niedrigflug verleiten (Merksatz: „Von Hoch nach Tief geht schief“), daher muss vor und gegebenenfalls auch während eines Fluges der Höhenmesser auf den aktuell am Boden herrschenden Luftdruck eingestellt werden.
Ab einer bestimmten Übergangshöhe oder Transition Altitude (s. Hauptartikel Flughöhe) werden alle Höhenmesser auf den Standarddruck von 1013,25 hPa eingestellt. Die Anzeige hat dann zwar keinen festen Bezug mehr zur tatsächlichen Flughöhe, aber da der absolute Messfehler für alle Luftfahrzeuge gleich groß ist, wird das Risiko von Kollisionen aufgrund unterschiedlicher Höhenanzeigen minimiert.
Folgende Luftdruckangaben finden in der Luftfahrt Verwendung:
- QFE: der tatsächliche Luftdruck am Messort; ein auf QFE eingestellter Höhenmesser zeigt die Höhe über dem Messort an.
- QNH: der rückgerechnete Luftdruck auf Meereshöhe und ICAO-Standardatmosphäre (15 °C, Temperaturgradient 0,65 °C/100 m); ein auf QNH eingestellter Höhenmesser zeigt die Höhe über Meeresspiegel an.
- QFF: der rückgerechnete Luftdruck auf Meereshöhe unter Berücksichtigung von Ortshöhe, Luftfeuchte, Temperatur und weiterer Faktoren.

Auf Flugplätzen wird überwiegend der QNH-Wert verwendet, während in der Meteorologie der QFF-Wert verwendet wird, um Luftdruckwerte an verschiedenen Orten und Ortshöhen vergleichen zu können.

### Schifffahrt
Der Luftdruck spielt in der Schifffahrt eine große Rolle, da rasche Luftdruckänderungen meistens schnelle Wetterveränderungen bewirken.
Ein rasches Fallen des Luftdrucks bedeutet in der Mehrzahl der Fälle Starkwind- oder Sturmgefahr. Die Bedeutung der Luftdruckabnahme pro Zeitraum für eine Windprognose ist jedoch breitengradabhängig. Fällt der Luftdruck in gemäßigten Breiten um mehr als 1 bis 2 Hektopascal in einer Stunde, folgt mit hoher Wahrscheinlichkeit Starkwind oder Sturm.
Starker Druckanstieg bedeutet umgekehrt nicht immer rasche Windabnahme.

### Siedetemperatur von Wasser
Da der Luftdruck mit zunehmender Höhe abnimmt, verringert sich gemäß der Dampfdruck-Temperatur-Kurve auch der Siedepunkt von Wasser. Als Faustregel gilt: Der Siedepunkt sinkt pro 300 m um etwa ein Grad. So lässt sich durch die Bestimmung der Siedetemperatur von reinem Wasser die Höhe über dem mittleren Meeresspiegel abschätzen. Naturgemäß wird der Effekt vom auf Meereshöhe reduzierten atmosphärischen Luftdruck überlagert. Auf hohen Bergen lässt sich in siedendem reinen Wasser manches Gemüse nur noch langsamer oder gar nicht mehr garen. Ähnliches gilt für das Kochen von Eiern, weil die Proteine zum Denaturieren einer bestimmten Mindesttemperatur ausgesetzt werden müssen, die dann eventuell nicht mehr erreicht wird. Der Zusatz von Salz kann gegensteuern, weil es – abhängig von der Konzentration – die Siedetemperatur deutlich erhöht. Ebenso kann durch einen Schnellkochtopf der niedrigere Siedepunkt (über)-kompensiert werden.
| Luftdruck   | Siedepunkt | Höhe   | Beispiel            |
| ----------- | ---------- | ------ | ------------------- |
| 315 hPa     | 70,320 °C  | 8848 m | Mount Everest       |
| 500 hPa     | 81,300 °C  | 5574 m | Hauptdruckfläche    |
| 600 hPa     | 85,890 °C  | 4207 m |                     |
| 700 hPa     | 89,890 °C  | 3013 m |                     |
| 800 hPa     | 93,460 °C  | 1949 m |                     |
| 850 hPa     | 95,110 °C  | 1458 m |                     |
| 900 hPa     | 96,680 °C  | 989 m  |                     |
| 925 hPa     | 97,440 °C  | 762 m  |                     |
| 950 hPa     | 98,190 °C  | 540 m  |                     |
| 960 hPa     | 98,480 °C  | 453 m  |                     |
| 970 hPa     | 98,785 °C  | 366 m  |                     |
| 980 hPa     | 99,070 °C  | 281 m  |                     |
| 990 hPa     | 99,345 °C  | 195 m  |                     |
| 1000 hPa    | 99,620 °C  | 111 m  |                     |
| 1010 hPa    | 99,895 °C  | 27 m   |                     |
| 1013,25 hPa | 100,000 °C | 0 m    | Standardbedingungen |
| 1020 hPa    | 100,190 °C | -56 m  |                     |
| 1030 hPa    | 100,465 °C | -139 m |                     |
| 1040 hPa    | 100,760 °C | -220 m |                     |
| 1050 hPa    | 101,035 °C | -302 m |                     |
| 1060 hPa    | 101,280 °C | -382 m |                     |
| 1070 hPa    | 101,550 °C | -462 m | Totes Meer          |